# هالینا پاولوفسکا
هالینا پاولوفسکا (چکی: Halina Pawlowská؛ زادهٔ ۲۱ مارس ۱۹۵۵) فیلم‌نامه‌نویس، مجری و نویسنده اهل جمهوری چک است.
از فیلم‌ها یا برنامه‌های تلویزیونی که وی در آن نقش داشته است، می‌توان به بفرمایید شام، آماده مرگ! و بی‌حیا اشاره کرد.